# Ontoteologia
Il termine ontoteologia fu introdotto, in filosofia, da Immanuel Kant nella Critica della ragion pura (1781). Con esso il filosofo definisce la conoscenza dell'esistenza di Dio ottenuta tramite «puri concetti senza il minimo contributo dell'esperienza», e indica con il termine «deisti» coloro che giungono per questa via a credere nell'esistenza di una «causa suprema». Egli giudica «infeconde» tutte le conoscenze ottenute in questo modo, ma riconosce la loro utilità per «purificare» la conoscenza di Dio da tutto ciò che di solito vi mescola l'esperienza sensibile.
Il termine ontoteologia fu poi acquisito dal pensiero contemporaneo tramite Martin Heidegger, che con esso sintetizza l'obiezione di fondo che rivolge a tutta la filosofia occidentale. Secondo Heidegger questa, dai presocratici sino all'era della tecnica, ha voluto ad oltranza dimenticare la differenza ontologica, quella fra l'ente e l'essere, tramite l'assolutizzazione dei propri metodi e contenuti. Tale strategia è consistita nel padroneggiare l'«ente in generale» tramite la logica, pervenendo con questa a un'ontologia a sua volta «fondata» in un Ente supremo, cioè in una teologia. Per questo Heidegger divide il termine «ontoteologia» in tre nuclei: onto-teo-logia.
L'ontoteologia così intesa è dunque, sempre per Heidegger, il tentativo dell'Occidente tutto di ridurre la differenza di ente ed essere ad identità, cioè di rendere il pensiero indifferente a ogni differenza, ossia a ogni vera domanda. Heidegger indica nel «sistema» dello «Spirito Assoluto» (delineato nella Fenomenologia dello spirito) di Hegel e nella «volontà di potenza» di Nietzsche due espressioni rivelative dell'Occidente in quanto «dimenticanza dell'essere», cioè come «nichilismo».
Heidegger sostiene che l'ontoteologia stessa, nel suo volere sempre di più la dimenticanza dell'essere, testimonia tuttavia di non riuscire mai a volerla fino in fondo. La differenza ontologica, ovunque cacciata, continua a trovare un rifugio inespugnabile nell'uomo, per questo definito: «il pastore dell'essere» («der Hirt des Seins»). L'uomo, particolarmente con la cura del «linguaggio», è fatto per ospitare la «differenza in quanto differenza» («Differenz als Differenz»), e potrà allora continuare a far posto a un Dio radicalmente differente dall'«Entissimo», dalla «Causa sui» di Spinoza.
Riferendosi all'«Entissimo» di Spinoza, Heidegger osserva: «Al cospetto di questo Dio l'uomo non può né pregare né fare sacrifici, né cadere in ginocchio in adorazione, né può far musica e ballare» («vor diesem Gott kann der Mensch weder aus Scheu ins Knie fallen, noch kann er musizieren und tanzen»). Per questo, conclude Heidegger, «il pensare-senza-dio, che deve rinunciare al dio come «Causa sui», è forse più vicino al Dio divino, più libero nei suoi confronti, di quanto l'onto-teo-logia vorrebbe ammettere» («das gott-lose Denken, das den Gott als Causa sui preisgeben muss, ist dem göttlichen Gott vielleicht näher. Es ist freier für ihn als die Onto-Theo-Logie wahrhaben möchte»).  